# Garudinistis eburneana
Garudinistis eburneana là một loài bướm đêm thuộc phân họ Arctiinae, họ Erebidae.